# SerhiiBudko
ПОКАЗАТИ_ЗАГОЛОВОК
ПОКАЗАТИ_ЗАГОЛОВОК
Сергій Олександрович Будько — український спортсмен, майстер спорту України з плавання та академічного веслування. У складі збірних команд України ставав призером і переможцем чемпіонатів України, брав участь у міжнародних змаганнях, зокрема на чемпіонатах Європи та світу з академічного веслування.

## Біографія
Народився 26 листопада 1992 року в місті Запоріжжя. Навчався у Запорізькій загальноосвітній школі №18, де паралельно займався плаванням. У 2009 році став призером чемпіонату України та отримав звання Майстер спорту України з плавання (наказ Міністерства молоді та спорту України №1481 від 30.04.2009).
Після закінчення школи вступив до Дніпропетровського державного інституту фізичної культури та спорту, який закінчив у 2015 році за спеціальністю «Олімпійський та професійний спорт».
З 2012 року перейшов до академічного веслування, а вже у 2013 році отримав звання «Майстер спорту України» (наказ Міністерства молоді та спорту України №1332 від 26.12.2013).

## Спортивна кар'єра
Перших міжнародних успіхів досяг у 2014 році на чемпіонаті світу U23 у Варезе (Італія) у складі двійки парної, де екіпаж України посів 4-те місце у фіналі B (10-те підсумкове) з результатом 6:34.92.
У 2015 році на чемпіонаті світу у Франції змагався в одиночці (1x) та посів 19-те місце.
У 2020–2021 роках представляв Україну на чемпіонатах Європи та світу, а також у Фінальній олімпійській кваліфікаційній регаті в Люцерні (Швейцарія), де у складі двійки парної у півфіналі A/B показав час 6:40.43 та посів 5-те місце.
З 2024 року виступає у складі клубу США на змаганнях рівня USRowing. Переможець USRowing Indoor National Championships (2024, 2025), Florida Masters Regatta, Sarasota Invitational Regatta, Halifax Summer Regatta та інших національних турнірів у США.

## Основні результати
| Рік  | Змагання                                     | Дисципліна                 | Місце            | Місто, країна            | Джерело |
| ---- | -------------------------------------------- | -------------------------- | ---------------- | ------------------------ | ------- |
| 2014 | Чемпіонат України (особистий)                | 4х (четвірка парна)        | 2                | Дніпропетровськ, Україна | [ 8 ]   |
| 2014 | Чемпіонат України (U-23)                     | 2х (двійка парна)          | 1                | Київ, Україна            | [ 9 ]   |
| 2014 | Чемпіонат світу (U-23)                       | 2х (двійка парна)          | 10               | Варезе, Італія           | [ 4 ]   |
| 2015 | Регати пам'яті В. Кохненка                   | 2х (двійка парна)          | 1                | Херсон, Україна          |         |
| 2015 | Особистий чемпіонат України                  | 1х (одиночка)              | 1                | Дніпро, Україна          |         |
| 2015 | Чемпіонат світу                              | 1х (одиночка)              | 19               | Егбелетт, Франція        | [ 1 ]   |
| 2016 | Чемпіонат України на ергометрах              | —                          | 5                | Миколаїв, Україна        |         |
| 2020 | Особистий чемпіонат України                  | 2х, 4х                     | 2, 1             | Дніпро, Україна          |         |
| 2020 | Командний чемпіонат України                  | 1х, 4х                     | 1, 1             | Дніпро, Україна          |         |
| 2020 | Чемпіонат Європи                             | 4х (четвірка парна)        | 7                | Познань, Польща          | [ 10 ]  |
| 2021 | Чемпіонат Європи                             | 4х (четвірка парна)        | 8                | Варезе, Італія           | [ 11 ]  |
| 2021 | Кубок України пам’яті бійця «Небесної сотні» | 2х, 4х                     | 1, 1             | Дніпро, Україна          | [ 12 ]  |
| 2021 | Чемпіонат України (особистий)                | 1х, 2х, 4х                 | 2, 1, 1          | Дніпро, Україна          | [ 13 ]  |
| 2021 | Фінальна олімпійська кваліфікаційна регата   | 2х (двійка парна)          | 5 (півфінал A/B) | Люцерн, Швейцарія        | [ 5 ]   |
| 2021 | Турнір на призи Діни Міфтахутдінової         | 1х (ергометр 500 м)        | 1                | Дніпро, Україна          | [ 14 ]  |
| 2024 | USRowing Indoor National Championships       | 1х (Men’s Open)            | 1                | США (індор)              | [ 6 ]   |
| 2024 | Sarasota Invitational Regatta                | 1х (одиночка)              | 1                | Флорида, США             | [ 15 ]  |
| 2024 | OARS Masters Invitational                    | 1х (одиночка)              | 1                | Флорида, США             | [ 16 ]  |
| 2024 | Florida Masters Regatta                      | 1х (Masters), 2х (Masters) | 1, 2             | Флорида, США             | [ 17 ]  |
| 2024 | 27th Annual Halifax Summer Regatta           | 2х (двійка парна)          | 1                | США                      |         |
| 2024 | USRowing Southeast Masters Regionals         | 1х, 2х, 4х                 | 1, 1, 2          | Айкен, США               | [ 18 ]  |
| 2025 | USRowing Indoor National Championships       | 1х (Men’s Open)            | 1                | США (індор)              | [ 7 ]   |
| 2025 | Florida Masters Regatta                      | 2х (двійка парна)          | 2                | Флорида, США             |         |
| 2025 | 28th Annual Halifax Summer Regatta           | 2х (двійка парна)          | 1                | США                      | [ 19 ]  |

## Нагороди та звання
- Майстер спорту України з плавання (наказ Міністерства молоді та спорту України №1481 від 30.04.2009).
- Майстер спорту України з академічного веслування (наказ Міністерства молоді та спорту України №1332 від 26.12.2013).